# Seligeria trifaria
Seligeria trifaria ist eine Moosart der Ordnung Grimmiales.

## Merkmale
Die Stämmchen sind drei bis acht Millimeter hoch und geteilt. Sterile Stämmchen sind dreizeilig beblättert. Sie bilden bräunliche bis schwarzgrüne Rasen. Die Blätter sind steif aufrecht, haben eine hohle Basis und eine lanzettliche, ganzrandige, pfriemliche Spitze. Die Blattrippe ist im oberen Blattteil dicker als unten, und sie füllt die Blattspitze aus.  Die Zellen der Blattspitze sind kurz rechteckig oder quadratisch.
Die Seta ist rötlich-braun und aufrecht, die Kapsel hat ein Peristom.

## Verbreitung
Die Art wächst an schattigen, feuchten Kalkfelsen und Kalktuffen. Sie kommt in Süddeutschland zerstreut, in den anderen Mittelgebirgen selten vor.

## Belege
- Jan-Peter Frahm, Wolfgang Frey: Moosflora (= UTB. 1250). 4., neubearbeitete und erweiterte Auflage. Ulmer, Stuttgart 2004, ISBN 3-8252-1250-5.